# 西部區郊區

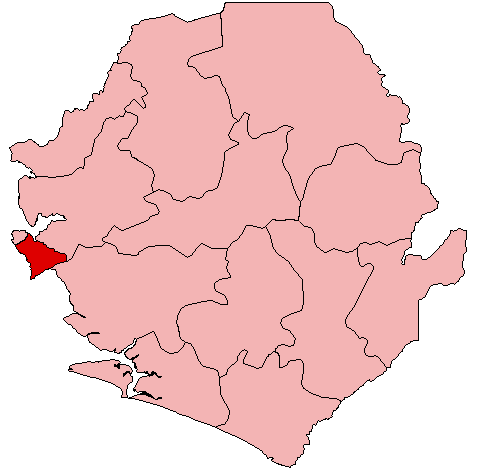

西部區郊區是西非國家塞拉利昂的14個行政區之一，由西部區負責管轄，首府設於瓦特洛，面積544平方公里，2004年識字率為52%，2004年人口164,024。
8°20′N 13°04′W / 8.33°N 13.07°W